# Jorge Eduardo Acosta
Jorge Eduardo Acosta, né le 27 mai 1941, surnommé El Tigre (« Le Tigre ») est un capitaine de corvette argentin, chef du groupe de travail (Grupo de Tareas) 3.3.2 de l'Escuela superior de mecánica de la armada (ESMA) responsable de ce centre de détention pendant la « guerre sale ». Il aurait été le responsable des décisions concernant la torture et des assassinats à l'ESMA.
Il lui a été notamment reproché d'avoir ordonné les meurtres des religieuses françaises Léonie Duquet et Alice Domon (sur la dénonciation d'Alfredo Astiz) et des Mères de la place de Mai Azucena Villaflor, Esther Ballestrino et María Ponce, ainsi que de l'adolescente argentino-suédoise Dagmar Hagelin. Au total, il est accusé d'environ 80 crimes.
Protégé un temps par la Ley de Obediencia Debida, il a été condamné à la réclusion à perpétuité par un tribunal argentin le 26 octobre 2011.
Le 5 juillet 2012, il est condamné dans l'affaire du vol de bébés d'opposantes détenues à 30 ans de prison.
Il exprime depuis sa prison, comme d'autres anciens tortionnaires condamnés, son soutien au candidat d’extrême droite Javier Milei pour l'élection présidentielle argentine de 2023.